# Parlamentní volby na Slovensku 2010
Volby do Národní rady Slovenské republiky 2010 se konaly v sobotu 12. června. Poměrným systémem s 5% uzavírací klauzulí bylo voleno všech 150 poslanců Národní rady v jednom volebním obvodě zahrnujícím celé Slovensko. Ve volbách zvítězil SMER-SD, který získal 34,79% a 62 mandátů. Na druhém místě skončila SDKÚ-DS jež získala 15,42% a 28 mandátů. Na třetím místě skončila SaS se ziskem 12,14% a 22 mandátů. Volební účast činila 58,83%. 

## Výsledky voleb
V nové NR SR zasedlo celkem 6 politických stran a uskupení. SMER-SD získal 62 mandátů, SDKÚ-DS 28 mandátů, SaS 22 mandátů, KDH 15 mandátů, Most-Híd 14 mandátů a SNS 9 mandátů. 
|                        | SMER-SD      | SDKÚ-DS        | SaS           | KDH         | Most-Híd    | SNS          |
| ---------------------- | ------------ | -------------- | ------------- | ----------- | ----------- | ------------ |
| Volební lídr           | Robert Fico  | Iveta Radičová | Richard Sulík | Ján Figeľ   | Béla Bugár  | Ján Slota    |
| Počet hlasů            | 880 111      | 390 042        | 307 287       | 215 755     | 205 538     | 128 490      |
| Podíl                  | 34,8 % ▲     | 15,42 % ▼      | 12,15 % ▬     | 8,53 % ▲    | 8,13 % ▬    | 5,08 % ▼     |
| Počet mandátů          | 62           | 28             | 22            | 15          | 14          | 9            |
| Předchozí volby (2006) | 29,14 % (50) | 18,36 % (31)   | nová strana   | 8,31 % (14) | nová strana | 11,73 % (20) |

### Podrobné výsledky

Výsledné rozložení mandátů v Národní radě (zleva: SMER-SD, SDKÚ-DS, SaS, KDH, Most-Híd, SNS

Parlamentní strany

|    | politická strana                                               | počet hlasů | zisk v % | počet mandátů |
| -- | -------------------------------------------------------------- | ----------- | -------- | ------------- |
| 1. | SMER - sociálna demokracia                                     | 880 111     | 34,79 %  | 62            |
| 2. | Slovenská demokratická a kresťanská únia - Demokratická strana | 390 042     | 15,42 %  | 28            |
| 3. | Sloboda a Solidarita                                           | 307 287     | 12,14 %  | 22            |
| 4. | Kresťanskodemokratické hnutie                                  | 215 755     | 8,52 %   | 15            |
| 5. | Most-Híd                                                       | 205 538     | 8,12 %   | 14            |
| 6. | Slovenská národná strana                                       | 128 490     | 5,07 %   | 9             |

Mimoparlamentní strany
|     | politická strana                                 | počet hlasů | zisk v % |
| --- | ------------------------------------------------ | ----------- | -------- |
| 7.  | Strana maďarskej koalície                        | 109 638     | 4,33 %   |
| 8.  | Ľudová strana - Hnutie za demokratické Slovensko | 109 480     | 4,32 %   |
| 9.  | Strana demokratickej ľavice                      | 61 137      | 2,41 %   |
| 10. | Ľudová strana Naše Slovensko                     | 33 724      | 1,33 %   |
| 11. | Komunistická strana Slovenska                    | 21 104      | 0,83 %   |
| 12. | Únia - Strana pre Slovensko                      | 17 741      | 0,70 %   |
| 13. | Paliho Kapurková, veselá politická strana        | 14 576      | 0,57 %   |
| 14. | Európska demokratická strana                     | 10 332      | 0,40 %   |
| 15. | Nová demokracia                                  | 7 962       | 0,31 %   |
| 16. | Strana rómskej koalície                          | 6 947       | 0,27 %   |
| 17. | Združenie robotníkov Slovenska                   | 6 196       | 0,24 %   |
| 18. | AZEN - Aliancia za Európu národov                | 3 325       | 0,13 %   |

## Předvolební průzkumy
Předvolební průzkumy období leden - květen 2010: 
| strana                                                         | leden | únor  | březen | duben | květen |
| -------------------------------------------------------------- | ----- | ----- | ------ | ----- | ------ |
| SMER - sociálna demokracia                                     | 41,4% | 38,6% | 38,4%  | 36,8% | 35,3%  |
| Slovenská národná strana                                       | 6,2%  | 6,2%  | 6,3%   | 8,6%  | 6,1%   |
| Ľudová strana - Hnutie za demokratické Slovensko               | 6,5%  | 5,8%  | 5,4%   | 5,4%  | 5,1%   |
| Slovenská demokratická a kresťanská únia - Demokratická strana | 15,2% | 11,3% | 14,3%  | 13,6% | 14,0%  |
| Sloboda a Solidarita                                           | 5,1%  | 9,6%  | 8,6%   | 11,5% | 13,3%  |
| Kresťanskodemokratické hnutie                                  | 9,0%  | 9,6%  | 9,7%   | 8,6%  | 8,3%   |
| Most-Híd                                                       | 5,2%  | 5,6%  | 6,9%   | 5,1%  | 5,6%   |
| Strana maďarskej koalície - Magyar Koalíció Pártja             | 5,6%  | 5,1%  | 5,2%   | 5,1%  | 5,9%   |